# مقاطعة غناوه

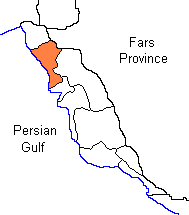
مقاطعة غناوه في محافظة بوشهر

مقاطعة جناوه (بالفارسية: شهرستان گناوه) هي إحدى مقاطعات محافظة بوشهر الإيرانية. مركز المقاطعة هو مدينة بندر غناوه. يبلغ عدد السكان حوالي 83,000 نسمة، غالبيتهم من الفرس و العرب .